# وحدات حماية المرأة
وحدات حماية المرأة (اختصارًا YPJ)، وحدات نِسَائية كُرديّة مسلحة، تتألف من حوالي 24 ألف امرأة، جزء من قوات سوريا الديمقراطية، القوات المسلحة في روجآفا، وترتبط ارتباطًا وثيقًا بوحدات حماية الشعب التي يقودها الرجال. وقد ذاع صيتها منذ تصاعد هجمات على تنظيم الدولة الإسلامية (داعش). فبعد أقل من عام من تأسيس وحدات حماية الشعب الكردية (YPG) بهدف الدفاع عن المناطق ذات الأغلبية الكردية شمال شرق سورية، قررت المقاتلات الكرديات ضمن التنظيم العسكري تأسيس تنظيم نسوي أطلق عليه اسم «وحدات حماية المرأة»، ولهن حصة مناصفة عسكريًا وسياسيًا ومدنيًا في المناطق الكردية.

## التاريخ
شاركت النساء في قتال المقاومة الكردية السورية منذ أوائل عام 2011 عندما تم تأسيس YXG المختلط من الجنسين، ثم أعيدت تسميته لاحقًا YPG في عام 2012.  تأسست YPJ كمنظمة نسائية بحتة في 3 أبريل 2013  مع أول كتيبة تشكلت في جينديريس.  جميع المقاتلات اللائي كن في السابق جزءًا من وحدات YPG المختلطة أعضاءً في YPJ تلقائيًا. في البداية، كان هناك كتيبة واحدة فقط من YPJ في كل من الكانتونات الثلاثة في روجافا، ولكن تم إنشاء الكتائب بسرعة في كل حي، مما أدى إلى توسيع نطاق التنظيم.
اعتبارًا من أواخر عام 2014، كان لدى YPJ أكثر من 7000 مقاتل متطوع تتراوح أعمارهم بين 18 و 40 عامًا. بحلول نوفمبر 2016، ارتفع عدد مقاتلي YPJ العرب والاكراد إلى 20.000. اعتبارًا من مارس 2017، تم الإبلاغ عن أن المجموعة تضم 24000 عضو. [ بحاجة لمصدر ]
في الحرب الأهلية السورية، حارب كل من YPJ و YPG ضد مجموعات مختلفة في شمال سوريا، بما في ذلك دولة العراق الإسلامية والشام (ISIL) وشاركوا في حصار Kobanî الذي بدأ في مارس 2014، مع العديد من الوكالات الإعلامية الكردية. الإبلاغ عن أن «قوات YPJ أصبحت حيوية في المعركة».  في معركة كوباني، قبل تلقيه الدعم من القوى الغربية، اضطر YPJ إلى صد هجمات داعش باستخدام «كلاشنيكوف روسي عتيق يتم شراؤه فقط في السوق السوداء وقنابل يدوية ودبابات وضعوها معًا خارج البناء. المركبات والشاحنات الصغيرة.» لم تبدأ الولايات المتحدة حتى أكتوبر 2014 في تنسيق الضربات الجوية مع مقاتلي YPJ-YPG على الأرض.

علم قوات حماية المرأة

بالإضافة إلى ذلك، شارك كل من YPG و YPJ و PKK في عملية عسكرية في أغسطس 2014 في جبل سنجار، حيث تم إنقاذ ما يصل إلى 10000 يزيدي من هجمات الإبادة الجماعية  على أيدي داعش.  سيطر داعش على معظم المناطق المحيطة بجبل سنجار بعد طرد قوات البيشمركة الكردية.  نظرًا لأن داعش تعتبر اليزيديين «جماعة من عبدة الشيطان»  فقد أُجبر الذين كانوا يقيمون في السابق في بلدة سنجار على الفرار إلى الجبال. ترك هذا العديد من اليزيديين، بمن فيهم الأطفال والمسنين، دون طعام أو مأوى أو موارد. أولئك الذين ما زالوا في المدينة إما ذبحهم داعش أو أجبروا على الاسترقاق الجنسي.
جنبا إلى جنب مع مساعدة من الغارات الجوية الأمريكية، كانت القوة المهاجمة قادرة على إنشاء منطقة آمنة على بعد 30 كيلومترا (19 ميل) للاجئين اليزيديين هربا من أسر داعش. تم بعد ذلك نقل اللاجئين إلى شمال سوريا، حيث غادر معظمهم في وقت لاحق إلى مناطق أكثر أمناً في كردستان العراق.
يستمر YPJ في القتال إلى جانب وحدات حماية الشعب كجزء من القوات الديمقراطية السورية متعددة الأعراق.  وشارك في معارك YPJ مثل الهجوم SDF ضد معاقل الرئيسي هو في Tabqa والرقة، بوصفه الوكيل الرئيسي  قوة (جنبا إلى جنب مع YPG) بالنسبة للولايات المتحدة.  خلال عملية غصن الزيتون، الهجوم التركي على عفرين كانتون، شاركت وحدات YPJ مرة أخرى بشدة في القتال.  كانت أساليب حرب العصابات من بين التكتيكات المستخدمة ضد تركيا وحلفائها المتمردين السوريين. خلال الهجوم التركي عام 2019 على شمال شرق سورياقام مقاتلو الجيش السوري الحر المدعوم من تركيا بتدافع وتشويه جثة ما بدا أنه مقاتل في حزب الشعب اليهودي قتلوه في الريف بالقرب من كوباني.

## بداية تأسيسها
أسست وحدة حماية المرأة في عام 2012 وهي تضم الالاف من المقاتلات الكرديات تتراوح اعمارهن بين 18 و40 سنة وهن متطوعات يقاتلن بدون أجر، وفي كل مدينة كردية يوجد مركز تدريبي تدرب فيه المقاتلات على استعمال مختلف أنواع الأسلحة وإعدادهن بدنيا ونفسيا للتعامل مع مختلف الظروف والأوضاع الحياتية.
ويتم تقسيم المقاتلات الكرديات إلى ثلاث فئات: ذوات الخبرة في ممارسة القتال، المجنّدات حديثًا، والمجنّدات الصغيرات (بدءًا من عمر 12 عامًا) اللواتي يتولين مهمات الطهي والأعمال المنزلية في المقام الأول، فضلًا عن متابعة التدريب إلى جانب زميلاتهن الأكبر سنًا، وخلال فترة التدريب يتوزّعن بشكل عام في مجموعات من أربع مقاتلات، لكن عند اندلاع المعارك ينفصلن وينتشرن إلى جانب الرجال على جبهات مختلفة.
جميع المقاتلات اللواتي ينضممن إلى وحدات حماية المرأة تخضعن للتدريب الفكري والعسكري، ومن ثم تخضعن للتدريب الأكاديمي، حيث يتلقون إلى جانب التدريب العسكري دروساً فكرية وإيديولوجية حول مفهوم الإدارة الذاتية الديمقراطية، والحماية الجوهرية، ولا تشارك مقاتلات وحدات حماية المرأة في القتال إلا بعد إنهائهن للتدريب الفكري والعسكري.

## الخلفية
تعمل وحدة حماية المرأة ضد جميع مظاهر العنف الجسدي والنفسي والقتل والاغتصاب وبيع النساء الذي تمارسه داعش، وتقوم على مبدأ أساسى وهو أن المرأة لا يمكنها انتظار اللآخرين لتحريرها ولكن عليها القتال بنفسها من أجل الحرية وفي الواقع فإن بعض من أولئك النساء قاتلن من أجل غيرهن من النساء، لأنهن يعرفن الأهوال التي يواجهها المختطفات لدى داعش.
كل عضوه بوحدة حماية المراة تعمل على أساس الطوعية وبروح وطنية وأخلاقية، وتنطلق من مبدأ أساسه أن أي مواطنة ومن أي مكون نسائي في المجتمع ومن قومية كانت كردية أو عربية أو سريانية أو أشورية يمكنها اتخاذ قرارها بنفسها وتقف في وجه جميع العوائق والصعوبات والعادات والتقاليد الرجعية البالية.

## وصلات خارجية
- لمحة عن حياة وحدات حماية المرأة YPJ
- (YPJ: Women’s Defense Units (Women’s Protection Units
- مقاتلات كرديات في المواجهة الأمامية ضد تنظيم داعش
- اراء مقاتلات وحدات حماية المرأة في كوباني
- مقاتلات كرديات - بطولات وكلمات خالدة - وحدات حماية المرأة